# أوجين روسو
أوجين روسو (بالفرنسية: Eugène Rousseau)‏ هو لاعب شطرنج فرنسي، ولد في 1810 في سان دوني في فرنسا، وتوفي في 1870.

## وصلات خارجية
- أوجين روسو على موقع مباريات الشطرنج (الإنجليزية)
- أوجين روسو على موقع 365Chess.com (الإنجليزية)
- أوجين روسو على موقع Chesstempo.com (الإنجليزية)